# Рыбно-Слободский район
Рыбно-Слободский район (тат. Балык Бистәсе районы) — административно-территориальная единица и муниципальное образование (муниципальный район) в составе Республики Татарстан Российской Федерации. Расположен в центральной части республики, на правом берегу реки Кама. Административный центр — посёлок городского типа Рыбная Слобода. По состоянию на 2020-й год, общая численность населения составляет 25 052 человек. Территория района — 2041,4 км².
Село Рыбная Слобода было образовано по указу Бориса Годунова в конце XVI века. Своё название поселение получило в честь распространённого в регионе рыбного промысла, которым занимались многие жители прикамских селений. Рыбно-Слободский район как административная единица был создан в 1927 году.
Регион является сельскохозяйственным: 1188,95 км² земли предназначены под сельское хозяйство, где успешно работают три крупных инвестора, которые занимают 35 % сельскохозяйственных угодий: «Красный Восток — Агро», «Кулон Агро», «Логос».

## География
На севере Рыбно-Слободский район граничит с Пестречинским, Тюлячинским и Сабинским районами, на западе — с Лаишевским, на востоке — с Мамадышским. С южной стороны район отделен рекой от Чистопольского и Алексеевского районов Татарстана. Общая площадь составляет 2041,4 км². Административным центром является посёлок городского типа Рыбная Слобода.

## Герб и флаг
Изображения на гербе района символизируют традиционное для местных жителей ремесло — рыболовство. Голубой цвет подчёркивает важность водных ресурсов для экономики региона: в Рыбно-Слободском районе протекают реки Кама, Бетька, Ошняк, Шумбут. В то же время голубой цвет символизирует честь, благородство, духовность.
Ажурные рыбацкие сети являются символом развитых в регионе кружевных и ювелирных ремёсел: рыбно-слободские кружева отличаются чётким рисунком, с преобладанием геометрических узоров. Золотой цвет символизирует урожай, богатство, стабильность, уважение, а серебро — чистоту, совершенство, мир и взаимопонимание.
Флаг района был разработан на основе герба и представляет собой голубой полотнище, на котором изображены белая рыболовная сеть и жёлтая белуга на её фоне.

## История

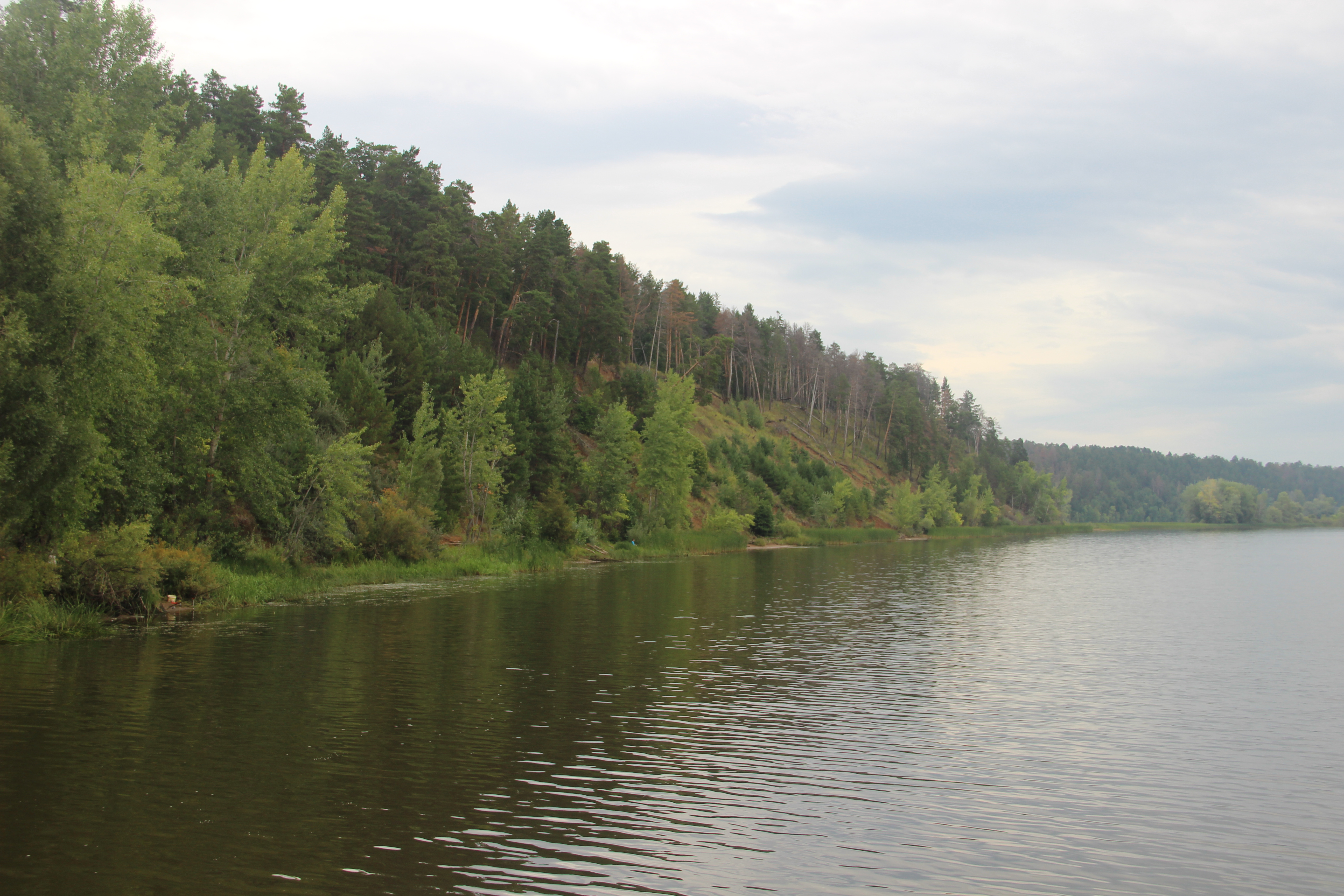
Красный Яр, Кама

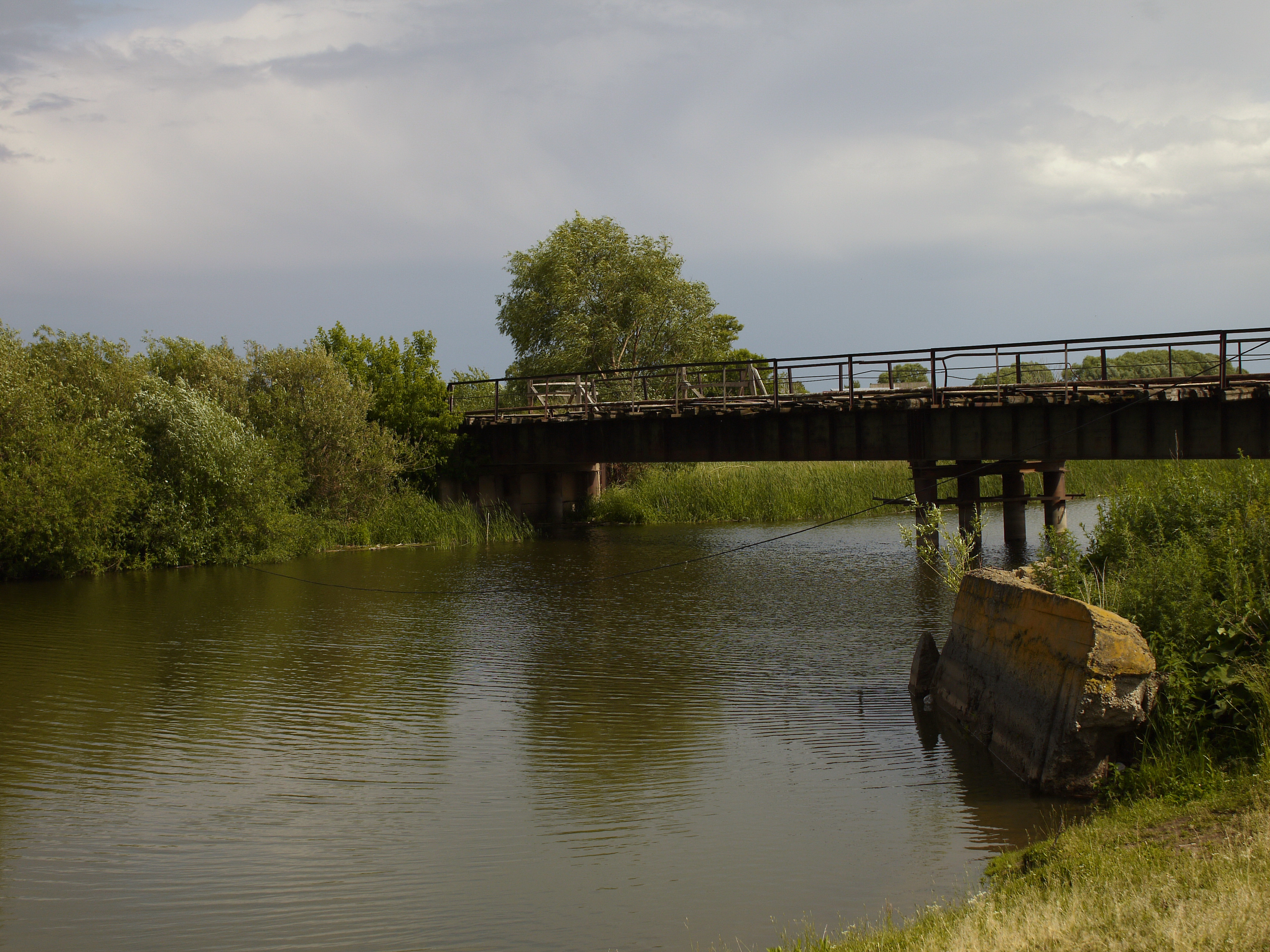
Русский Ошняк

### Предыстория
Село Рыбная Слобода было образовано в конце XVI века по указу Бориса Годунова. Его возвели около острога, предназначенного для укрепления внешних рубежей Российского государства на правом берегу Камы. Своё название поселение получило в честь национального рыбного промысла, которым занимались многие жители прикамских селений. Помимо рыболовства, в XIX—XX веках в регионе сложился крупный центр кружевоплетения Казанского края.
Рыбно-Слободский район как административная единица был образован 14 февраля 1927 года как часть ТАССР. Территория до 1920 года находилась в Лаишевском уезде, с 1920 по 1927 годы — в Лаишевском кантоне. 19 февраля 1944 года часть территории Рыбно-Слободского района была передана в новый Салтанский район. 22 ноября 1954 года к Рыбно-Слободскому району была присоединена часть территории упразднённого Корноуховского района. 26 марта 1959 года в состав Рыбно-Слободского района вошла часть территории упраздненного Кзыл-Юлдузского района (райцентр был в селе Кутлу-Букаш). 4 января 1963 года район упразднили, часть его территории передали в состав Мамадышского района, часть — в Пестречинский район. Но уже 12 января 1965 года Рыбно-Слободской район восстановили.

### Современность
С 2008 по 2017-й год Рыбно-Слободской район возглавлял Ильхам Валеев. Он был смещён с поста из-за выявленных многочисленных нарушений в результате расследования антикоррупционного управления при президенте Татарстана. Два года спустя за злоупотребления полномочиями осудили бывшего заместителя Валеева — Рафика Гадеева. В 2018 году новым главой района был назначен Ильдар Тазутдинов, который управляет до сих пор.

## Население

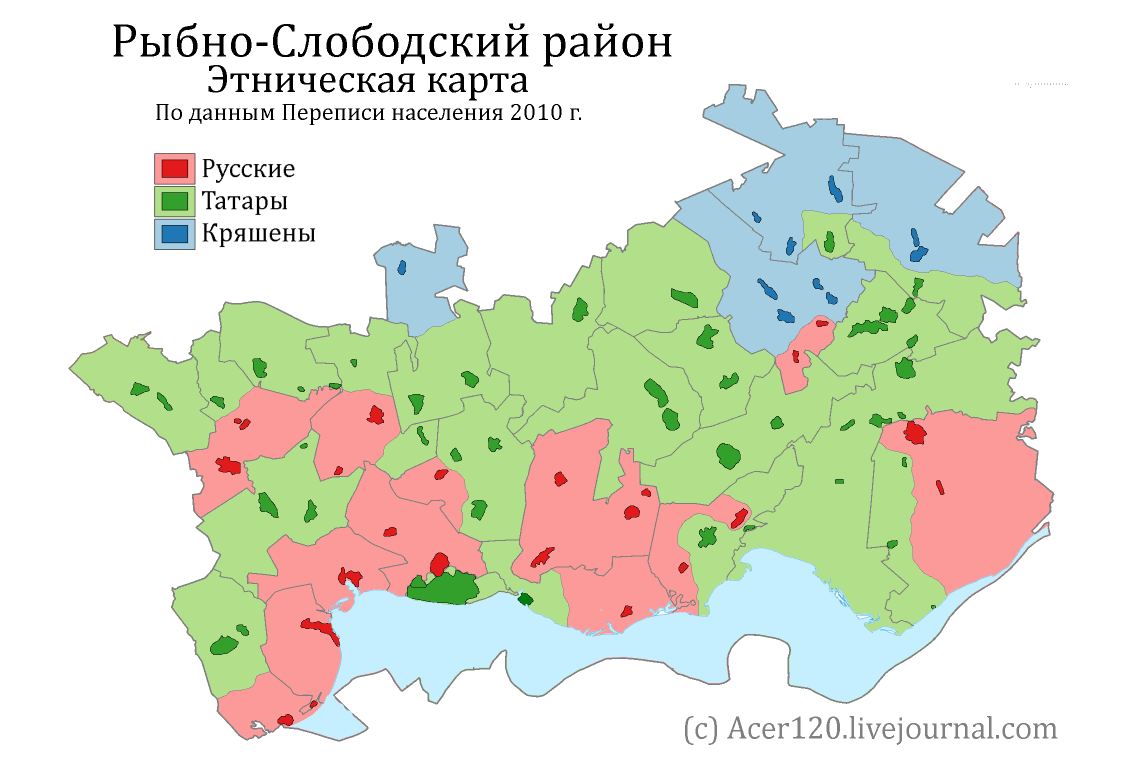
Этническая карта Рыбно-Слободского района

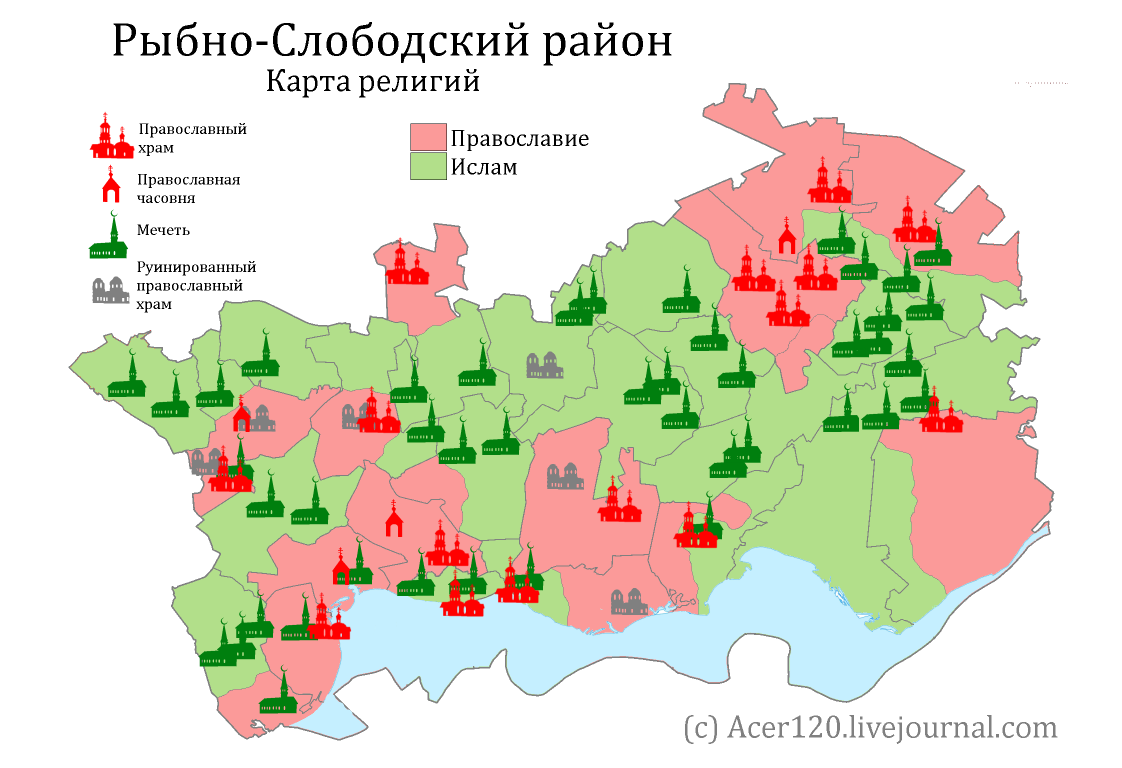
Религиозная карта Рыбно-Слободского района

По состоянию на 2020 год численность населения района составляет 25 052 человек. Национальный состав района (по данным переписи 2020 года из числа указавших национальность) на 80,0 % состоит из татар, 18,7 % — русских, 1,3 % приходится на другие национальности.
В 2019 году в Рыбно-Слободском районе зафиксировали худшее в регионе соотношение рождаемости к смертности — уровень демографической старости составил 26,5 %, а смертность превысила рождаемость почти в два раза. Так, в 2016 году в районе родились 153 ребёнка, в 2017 — только 81.
В городских условиях (пгт Рыбная Слобода) проживает всего 31,18 % населения района.
| 2002    | 2003    | 2004    | 2005    | 2006    | 2007    | 2008    |
| ------- | ------- | ------- | ------- | ------- | ------- | ------- |
| 29 653  | ↘28 900 | ↗29 300 | ↘28 636 | ↘28 427 | ↘28 284 | ↘28 120 |
| 2009    | 2010    | 2011    | 2012    | 2013    | 2014    | 2015    |
| →28 120 | ↘27 630 | ↘27 511 | ↘27 315 | ↘27 082 | ↘26 746 | ↘26 369 |
| 2016    | 2017    | 2018    | 2019    | 2021    |         |         |
| ↘26 096 | ↘25 774 | ↘25 440 | ↘25 052 | ↘24 340 |         |         |

## Муниципально-территориальное устройство
В Рыбно-Слободском муниципальном районе 1 городское и 26 сельских поселений и 77 населённых пунктов в их составе.
| №        | Муниципальное образование              | Административный центр | Количество населённых пунктов | Население | Площадь, км² |
| -------- | -------------------------------------- | ---------------------- | ----------------------------- | --------- | ------------ |
| 1e-06    | Городское поселение                    |                        |                               |           |              |
| 1        | посёлок городского типа Рыбная Слобода | пгт Рыбная Слобода     | 1                             | ↘7590     |              |
| 1.000002 | Сельские поселения                     |                        |                               |           |              |
| 2        | Анатышское сельское поселение          | село Анатыш            | 2                             | ↘694      |              |
| 3        | Балыклы-Чукаевское сельское поселение  | село Балыклы-Чукаево   | 3                             | ↘685      |              |
| 4        | Бетьковское сельское поселение         | село Бетьки            | 4                             | ↘403      |              |
| 5        | Биектауское сельское поселение         | село Биектау           | 5                             | ↘1146     |              |
| 6        | Большеелгинское сельское поселение     | село Большая Елга      | 4                             | ↗1046     |              |
| 7        | Большекульгинское сельское поселение   | село Большая Кульга    | 4                             | ↘499      |              |
| 8        | Большемашлякское сельское поселение    | село Большой Машляк    | 3                             | ↘656      |              |
| 9        | Большеошнякское сельское поселение     | село Большой Ошняк     | 3                             | ↘485      |              |
| 10       | Большесалтанское сельское поселение    | село Большой Салтан    | 3                             | →279      |              |
| 11       | Козяково-Челнинское сельское поселение | село Козяково-Челны    | 6                             | ↘514      |              |
| 12       | Корноуховское сельское поселение       | село Корноухово        | 4                             | ↘601      |              |
| 13       | Кугарчинское сельское поселение        | село Кугарчино         | 2                             | ↘1022     |              |
| 14       | Кукеевское сельское поселение          | село Кукеево           | 1                             | ↘529      |              |
| 15       | Кутлу-Букашское сельское поселение     | село Кутлу-Букаш       | 4                             | ↘1984     |              |
| 16       | Масловское сельское поселение          | село Масловка          | 1                             | ↗630      |              |
| 17       | Нижнетимерлекское сельское поселение   | село Верхний Тимерлек  | 2                             | ↘1070     |              |
| 18       | Новоарышское сельское поселение        | село Новый Арыш        | 1                             | ↘710      |              |
| 19       | Полянское сельское поселение           | деревня Полянка        | 1                             | ↗795      |              |
| 20       | Русско-Ошнякское сельское поселение    | село Русский Ошняк     | 1                             | ↘393      |              |
| 21       | Троицко-Урайское сельское поселение    | село Троицкий Урай     | 2                             | ↗548      |              |
| 22       | Урахчинское сельское поселение         | село Урахча            | 4                             | ↘493      |              |
| 23       | Шеморбашское сельское поселение        | село Шеморбаш          | 4                             | ↘465      |              |
| 24       | Шетнево-Тулушское сельское поселение   | село Шетнево-Тулуши    | 2                             | ↘304      |              |
| 25       | Шумбутское сельское поселение          | село Шумбут            | 5                             | ↘510      |              |
| 26       | Шумковское сельское поселение          | село Шумково           | 4                             | ↘451      |              |
| 27       | Юлсубинское сельское поселение         | село Юлсубино          | 2                             | ↘842      |              |

| №  | Населённый пункт      | Тип     | Население | Муниципальное образование              |
| -- | --------------------- | ------- | --------- | -------------------------------------- |
| 1  | Алан-Полян            | село    |           | Шеморбашское сельское поселение        |
| 2  | Анатыш                | село    |           | Анатышское сельское поселение          |
| 3  | Балыклы-Чукаево       | село    |           | Балыклы-Чукаевское сельское поселение  |
| 4  | Бердибяково           | деревня |           | Козяково-Челнинское сельское поселение |
| 5  | Бетьки                | село    |           | Бетьковское сельское поселение         |
| 6  | Биектау               | село    |           | Биектауское сельское поселение         |
| 7  | Бикчураево            | село    |           | Большемашлякское сельское поселение    |
| 8  | Большая Елга          | село    |           | Большеелгинское сельское поселение     |
| 9  | Большая Кульга        | село    |           | Большекульгинское сельское поселение   |
| 10 | Большая Осиновка      | деревня |           | Большекульгинское сельское поселение   |
| 11 | Большое Кадряково     | деревня |           | Козяково-Челнинское сельское поселение |
| 12 | Большой Атмас         | деревня |           | Шумковское сельское поселение          |
| 13 | Большой Машляк        | село    |           | Большемашлякское сельское поселение    |
| 14 | Большой Ошняк         | село    |           | Большеошнякское сельское поселение     |
| 15 | Большой Салтан        | село    |           | Большесалтанское сельское поселение    |
| 16 | Верхний Машляк        | деревня |           | Большемашлякское сельское поселение    |
| 17 | Верхний Ошняк         | посёлок |           | Большеошнякское сельское поселение     |
| 18 | Верхний Тимерлек      | село    |           | Нижнетимерлекское сельское поселение   |
| 19 | Гремячка              | село    |           | Троицко-Урайское сельское поселение    |
| 20 | Губайдулловка         | посёлок |           | Большесалтанское сельское поселение    |
| 21 | Дикое Поле            | деревня |           | Бетьковское сельское поселение         |
| 22 | Дон-Урай              | деревня |           | Большекульгинское сельское поселение   |
| 23 | Зангар-Куль           | деревня |           | Кугарчинское сельское поселение        |
| 24 | Зюзино                | село    |           | Корноуховское сельское поселение       |
| 25 | Иванаево              | деревня |           | Козяково-Челнинское сельское поселение |
| 26 | Камский               | посёлок |           | Большеелгинское сельское поселение     |
| 27 | Камский               | село    |           | Шумбутское сельское поселение          |
| 28 | Кзыл-Юлдузский лесхоз | село    |           | Шеморбашское сельское поселение        |
| 29 | Козяково-Челны        | село    |           | Козяково-Челнинское сельское поселение |
| 30 | Корноухово            | село    |           | Корноуховское сельское поселение       |
| 31 | Красный Яр            | деревня |           | Шумбутское сельское поселение          |
| 32 | Крещеные Казыли       | село    |           | Балыклы-Чукаевское сельское поселение  |
| 33 | Кугарчино             | село    |           | Кугарчинское сельское поселение        |
| 34 | Кукеево               | село    | ↘536      | Кукеевское сельское поселение          |
| 35 | Кутлу-Букаш           | село    |           | Кутлу-Букашское сельское поселение     |
| 36 | Малая Кульга          | деревня |           | Большекульгинское сельское поселение   |
| 37 | Малое Кадряково       | деревня |           | Козяково-Челнинское сельское поселение |
| 38 | Малый Атмас           | деревня |           | Бетьковское сельское поселение         |
| 39 | Малый Ошняк           | село    |           | Большеошнякское сельское поселение     |
| 40 | Мамли-Козяково Челны  | село    |           | Кутлу-Букашское сельское поселение     |
| 41 | Масловка              | село    | ↘615      | Масловское сельское поселение          |
| 42 | Мельничный Починок    | село    |           | Урахчинское сельское поселение         |
| 43 | Наратлы               | деревня |           | Урахчинское сельское поселение         |
| 44 | Наумово               | деревня |           | Корноуховское сельское поселение       |
| 45 | Нижний Тимерлек       | село    |           | Нижнетимерлекское сельское поселение   |
| 46 | Николаевка            | деревня |           | Урахчинское сельское поселение         |
| 47 | Новая Ырга            | деревня |           | Шетнево-Тулушское сельское поселение   |
| 48 | Новый Арыш            | село    | 727       | Новоарышское сельское поселение        |
| 49 | Новый Салтан          | деревня |           | Большесалтанское сельское поселение    |
| 50 | Околоток-Янгасала     | село    |           | Биектауское сельское поселение         |
| 51 | Ошняк-Качкалак        | деревня |           | Шумковское сельское поселение          |
| 52 | Полянка               | деревня | ↘781      | Полянское сельское поселение           |
| 53 | Русский Ошняк         | село    | ↗395      | Русско-Ошнякское сельское поселение    |
| 54 | Рыбная Слобода        | пгт     | ↘7590     | посёлок городского типа Рыбная Слобода |
| 55 | Сабакаево             | деревня |           | Большеелгинское сельское поселение     |
| 56 | Сатлыган              | деревня |           | Кутлу-Букашское сельское поселение     |
| 57 | Сорочьи Горы          | село    |           | Большеелгинское сельское поселение     |
| 58 | Старый Арыш           | село    |           | Балыклы-Чукаевское сельское поселение  |
| 59 | Степановка            | деревня |           | Шумбутское сельское поселение          |
| 60 | Тавларово             | село    |           | Шеморбашское сельское поселение        |
| 61 | Троицкий Урай         | село    |           | Троицко-Урайское сельское поселение    |
| 62 | Тябердино-Челны       | деревня |           | Кутлу-Букашское сельское поселение     |
| 63 | Урахча                | село    |           | Урахчинское сельское поселение         |
| 64 | Уреево-Челны          | село    |           | Козяково-Челнинское сельское поселение |
| 65 | Урняк                 | посёлок |           | Биектауское сельское поселение         |
| 66 | Хутор                 | деревня |           | Шумковское сельское поселение          |
| 67 | Челны-Баш             | деревня |           | Биектауское сельское поселение         |
| 68 | Шеморбаш              | село    |           | Шеморбашское сельское поселение        |
| 69 | Шестая Речка          | деревня |           | Шумбутское сельское поселение          |
| 70 | Шетнево-Тулуши        | село    |           | Шетнево-Тулушское сельское поселение   |
| 71 | Шетнево-Черемышево    | село    |           | Корноуховское сельское поселение       |
| 72 | Шиланка               | деревня |           | Анатышское сельское поселение          |
| 73 | Шумбут                | село    |           | Шумбутское сельское поселение          |
| 74 | Шумково               | село    |           | Шумковское сельское поселение          |
| 75 | Юлсубино              | село    |           | Юлсубинское сельское поселение         |
| 76 | Ямашево               | село    |           | Юлсубинское сельское поселение         |
| 77 | Янавыл                | деревня |           | Биектауское сельское поселение         |
| 78 | Янчиково              | село    |           | Бетьковское сельское поселение         |

Упразднённые населённые пункты:
- 2001 год — деревня Новый Починок Балыклы-Чукаевского местного самоуправления, деревня Русское Мордово Биектауского местного самоуправления и поселок Тукай Кугарчинского местного самоуправления[37]

К упразднённым населённым пунктам района относятся следующие: деревни Колос, Носово, села Байтеряково и Ямаш.

## Экономика

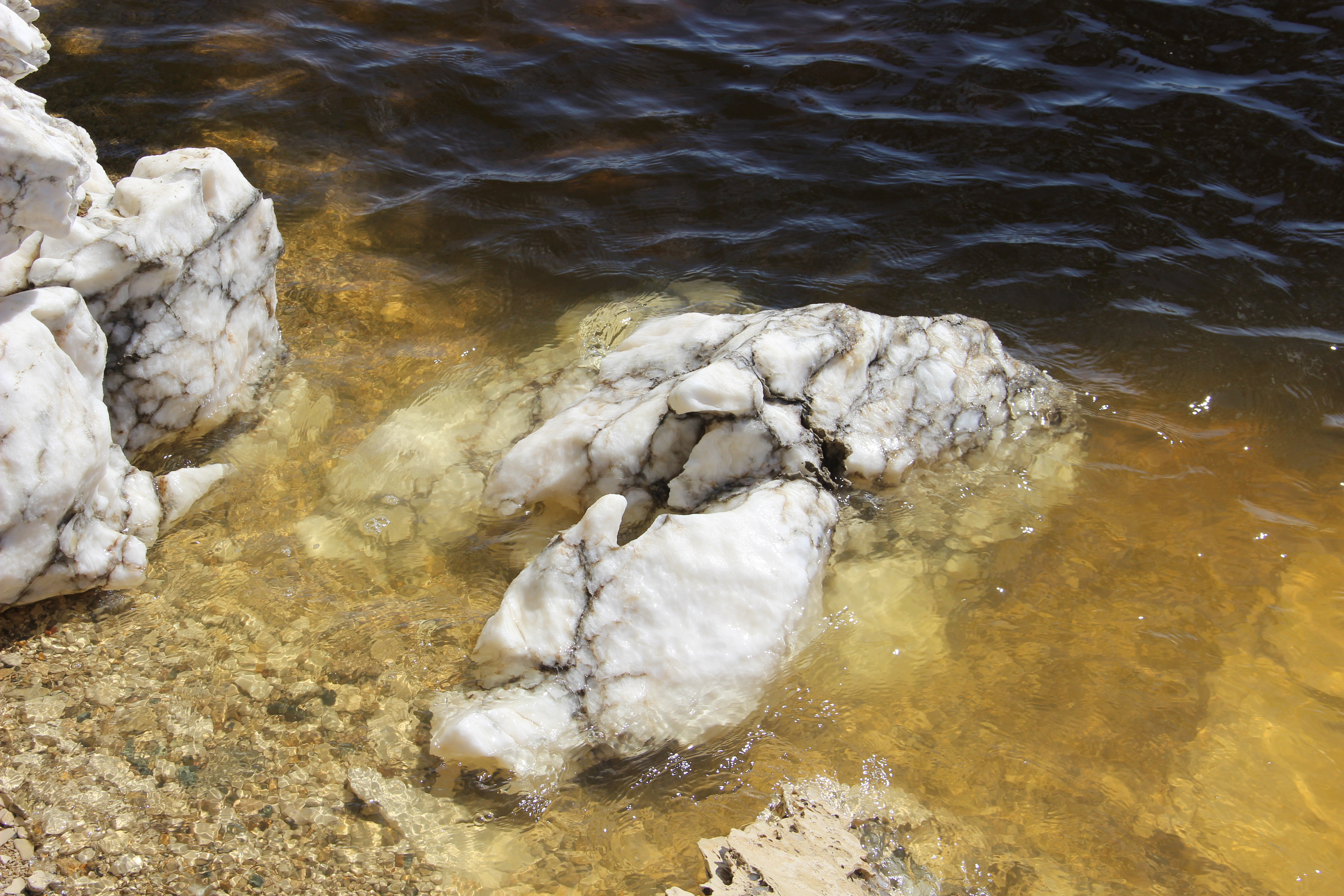
Кальцит в районе Камы

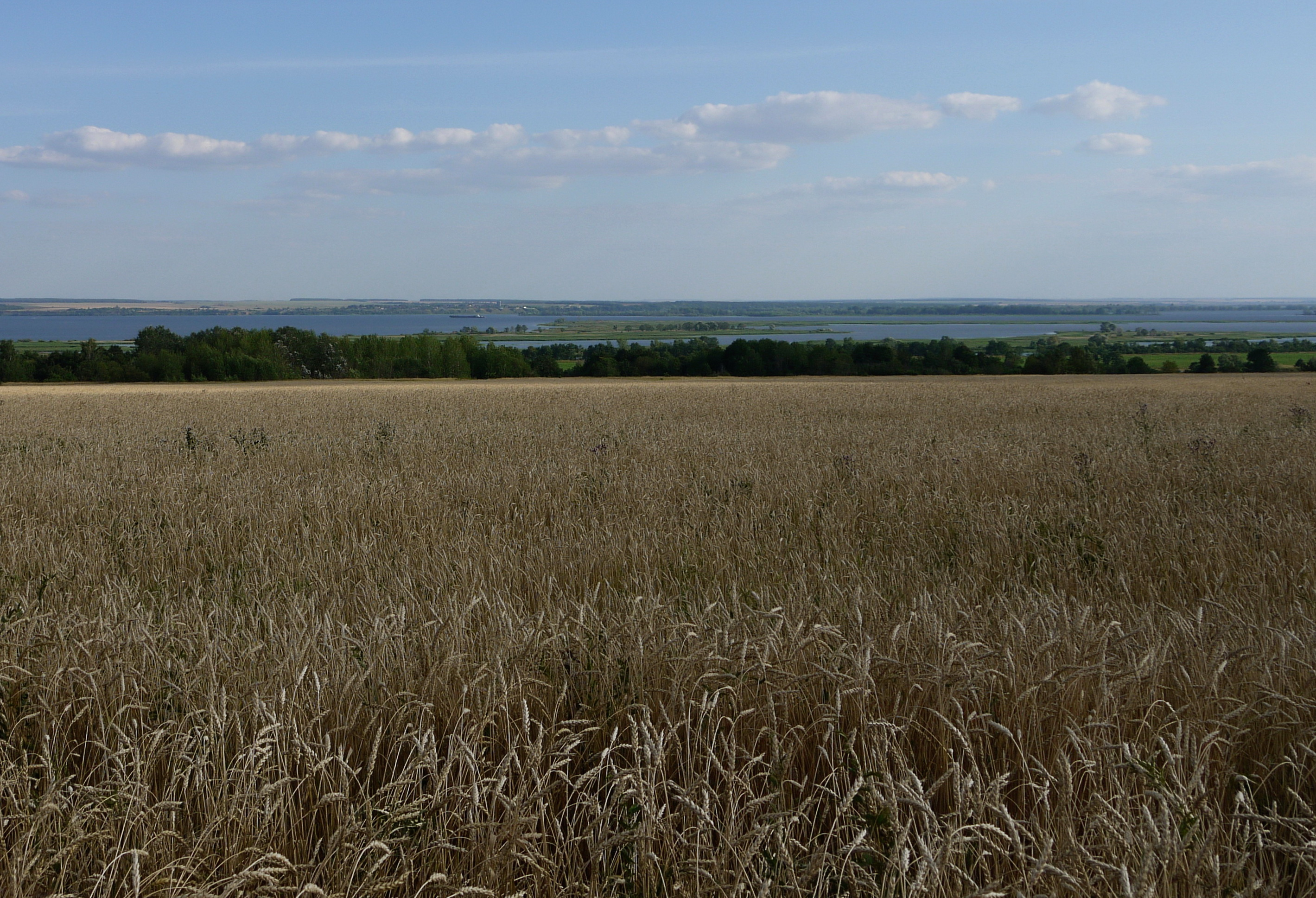
Районные поля

По данным сетевого издания «Инказан», средняя ежемесячная зарплата работников организаций составляет 25 941 рубль. Заработная плата работников муниципальных учреждений культуры и искусства — 29 987. Работники муниципальных образовательных учреждений получают в среднем 18 260 рублей.
В районе располагаются крупные промышленные предприятия: мясной завод «Русский Мрамор», хлебопекарня «Кама».

### Сельское хозяйство
Сельское хозяйство района ориентировано на мясомолочное животноводство и растениеводство. Так, в регионе возделывают яровую пшеницу, озимую рожь, ячмень, овёс, горох, кукурузу, яровой рапс, подсолнечник. Общая площадь сельскохозяйственной земли Рыбно-Слободского района составляет 104,8 га, из которых 84,6 га — это пашни. В районе представлены 16 крупных и средних сельхозформирований, 81 крестьянско-фермерских хозяйств, 9704 личных подсобных хозяйств граждан. Поголовье коров района в 2019 году составило 4350 единиц (из более 200 тыс. по всей республике).
В 2018-м хлебопредприятие «Рыбно-Слободское ХПП», выкупив районную недвижимость «ВАМИНа», модернизировало оборудование, вложив 75 млн рублей. На 2020 год обороты 75 тыс. тонн зерна.
С 2016 года Рыбно-Слободском районе реализуется проект агрохолдинга «Красный Восток» по производству мраморного мяса, который курировал депутат Госдумы Айрат Хайруллин. Было объявлено о инвестициях в компанию в размере 1,3 млрд рублей. В 2019-м на территории Русско-Ошнякского сельского поселения было открыто предприятие «Рыбно-Слободская агрофирма „КАЗ“», занимающееся разведением гусей. Сумма заявленных инвестиций на первый этап строительства составила 6 млн рублей. Другое крупное хозяйство района — «Круг» — занимается ловлей и переработкой рыбы. Ежегодный улов завода составляет около 160 тонн, большую его часть завод коптит и поставляет в магазины в готовом виде. В начале 2020 года был открыт завод по разведению африканского клариевого сома и отлова речной рыбы «Клариус», где планируется выращивать до 50 тонн рыбы в год. На текущий момент в проект вложено 12 млн инвестиций, общий планируемый объём — 15 млн.
В 2012 году в рамках республиканской отраслевой программы в районе начали строительство рыбоводного завода, с которым связан один из самых крупных коррупционных скандалов в регионе, связанных с увольнением бывшего руководителя Ильхама Валеева. Изначально из федерального бюджета на проект было выделено 73 млн рублей, из татарстанского — 20 млн. Бенефециарами проекта выступили компании родственников Валеева. В результате строительство заморожено из-за недостатка средств. После этого случая президент республики стал лично контролировать доходы глав регионов.

### Инвестиционный потенциал
В районе успешно работают 3 крупных инвесторов, которые занимают 35 % сельскохозяйственных угодий: крупнейший производитель молока в республике «Красный Восток — Агро», «Кулон Агро», «Логос». При этом их средний объём инвестиций считается относительно небольшим и составляет 8051 рубль на душу населения.
С 2018 года в районе действует программа по улучшению условий для работы инвесторов. Например, в селе Большой Машляк было создано предприятие по производству сладостей с привлечением инвестиций из Турции. Другим турецким инвестором является «Фуд Альянс», компания строит тепличный комплекс площадью 100 га. Общая сумма заявленных инвестиций в проект — 17 млн рублей. «Фуд Альянс» также основной инвестпартнёр проекта «Татарстанский гектар» (70 млн инвестиций) — кооператив на площади в 200 га, где фермеры смогут заниматься выращиванием клубники, малины, смородины, перерабатывать и упаковывать продукцию. Всего в 2018 году в район было привлечено 13 инвесторов и 854 млн рублей от них. В 2020-м в районе открыли магазины без продавцов в рамках проекта «Цифровая деревня», реализованного при помощи Фонда поддержки социальных проектов.
В июле 2020 года стало известно, что Агентство по развитию туризма в Татарстане планирует запустить грантовую программу по развитию Рыбно-Слободского района — субъектам малого и среднего предпринимательства будут выделены субсидии до 3 млн рублей на. развитие новых туристических маршрутов и их инфраструктуры, в том числе установку навигации, создание систем аудиогидов, общее благоустройство, развитие сети глэмпингов, закупку требующейся техники. В рамках другого республиканского инвестиционного проекта «Пять ветров» в районе планируется строительство спортивно-оздоровительного лагеря на 200 мест с парусной школой, спортивным и кинозалом, а также всесезонный парк активного семейного отдыха и турбаза на 120 человек.
В 2019-м в регионе, который находится рядом с крупным водным объектом, провели ветромониторинг, чтобы оценить потенциальную мощность выработки энергии, потенциал «зелёной» энергии оценили в 600 мВт. По состоянию на 2020 год в районе запланировано строительство ветропарка.

### Транспорт

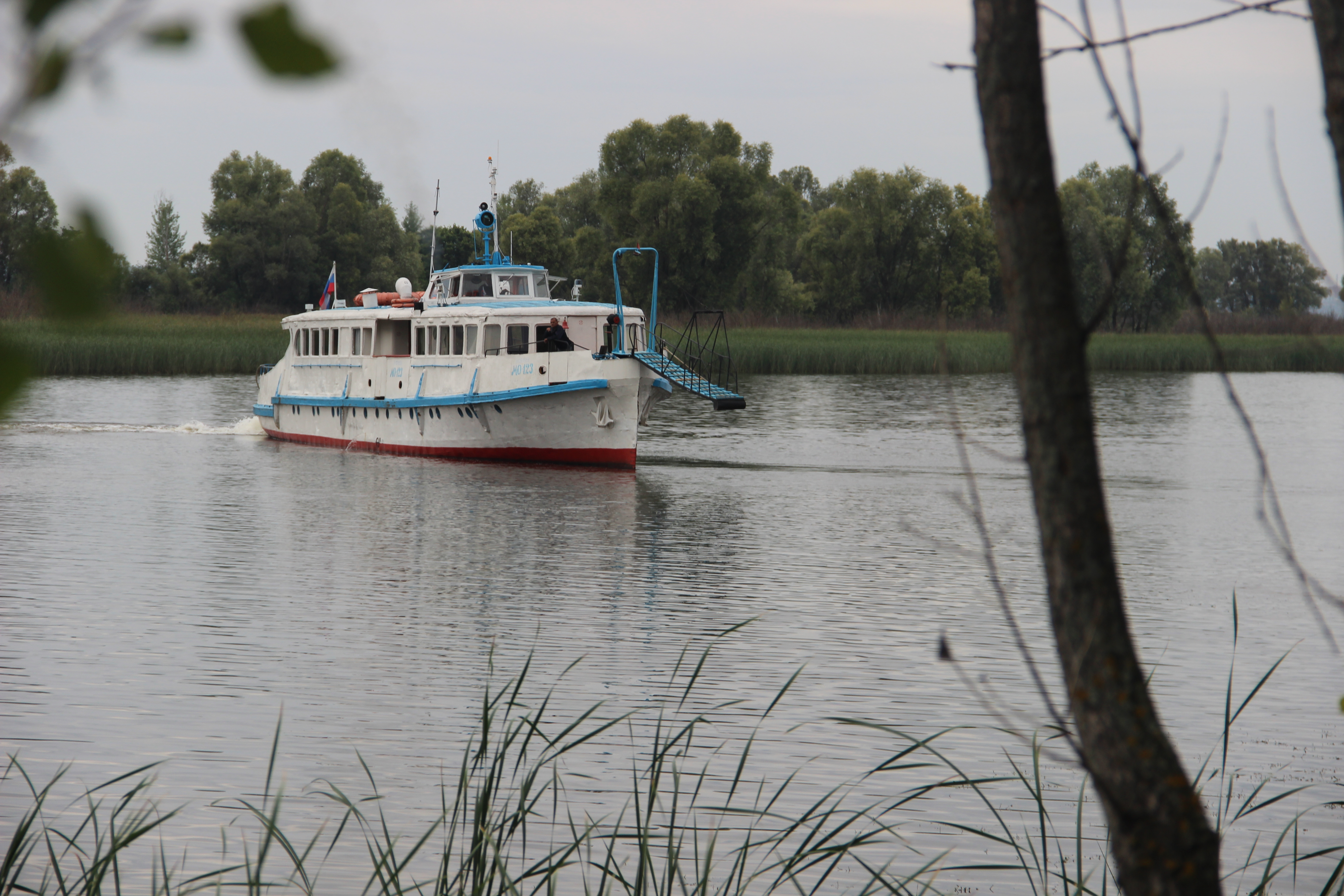
Пассажирское судоходство на Каме

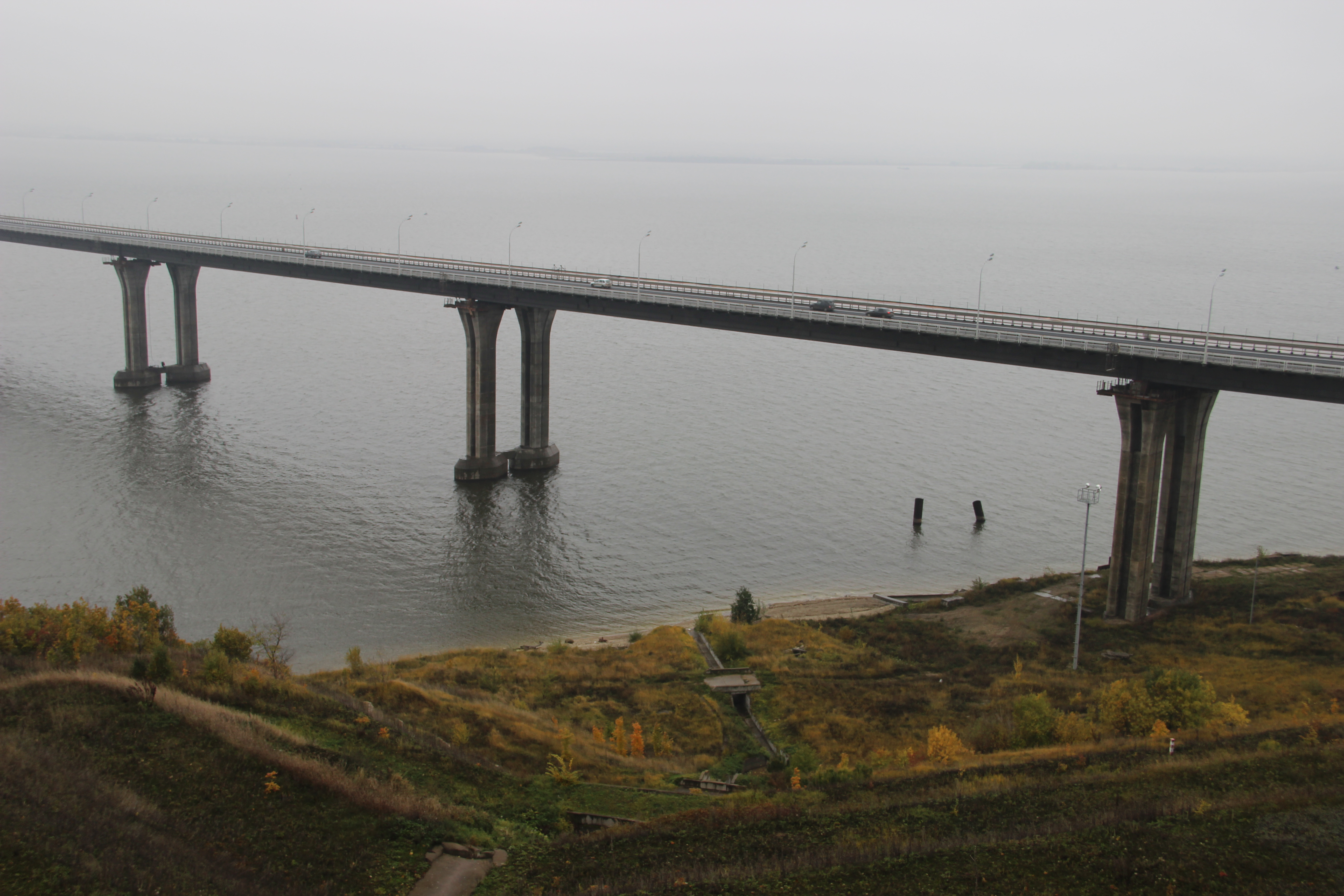
Мост через Каму в Сорочьих горах

На севере района проходит автодорога М-7 (Волга) «Москва — Казань — Уфа», на юго-западе района к мосту через Каму проложена Р-239 «Казань — Оренбург — граница с Казахстаном» и 16К-1091 «Шали — Сорочьи Горы» (дублёр Р-239 на участке от М-7 до Камы), с юго-запада на северо-восток района проходит дорога Полянка (Р-239) — Рыбная Слобода — Большой Машляк (М-7).
Более 92 % местного населения не имеет автобусного сообщения с административным центром. Чуть больше половины дорог отвечают нормативным требованиям.
Железных дорог в районе нет. Имеются пристани на Каме.

## Экология

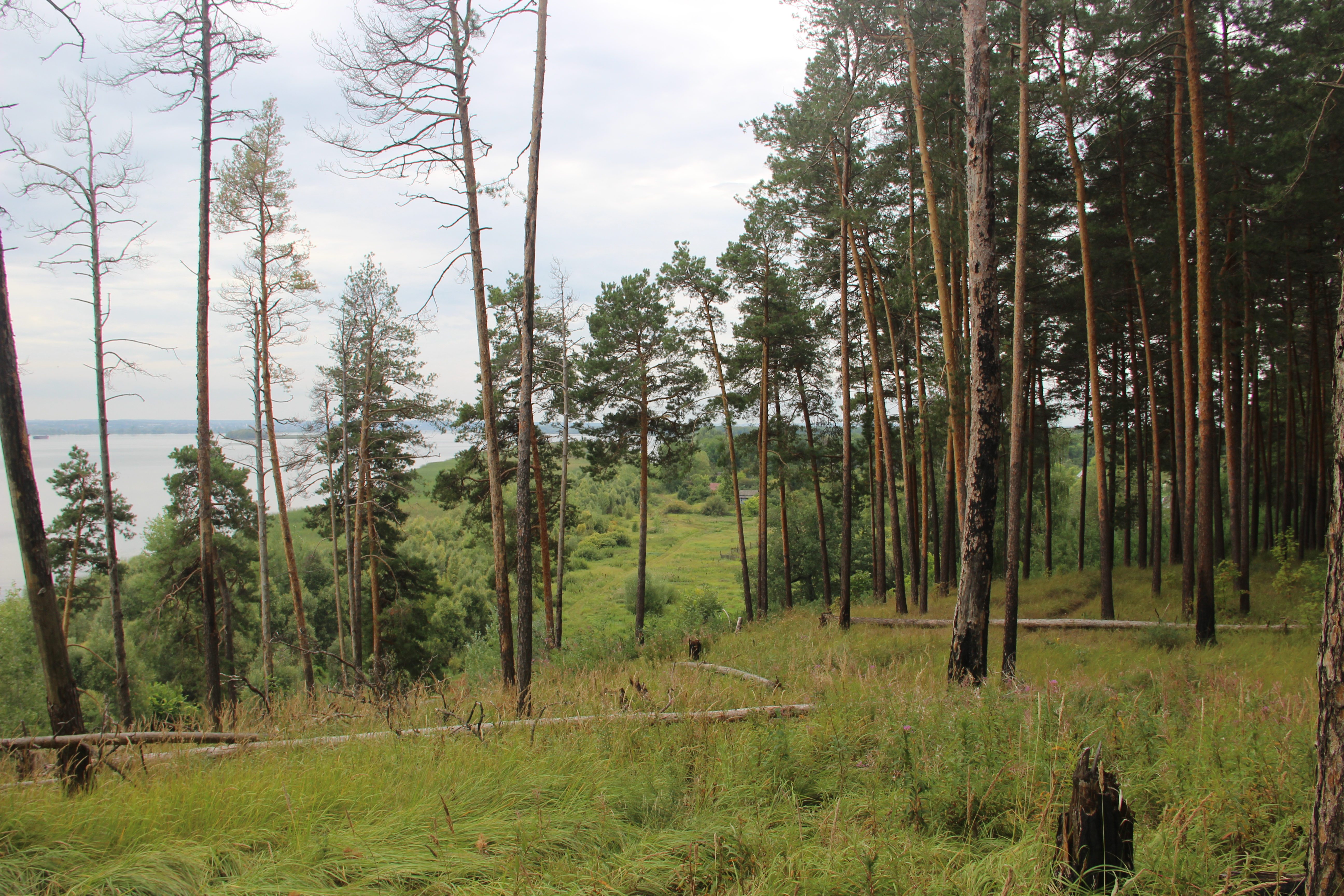
Окрестности Красного Яра

Район расположен на берегу реки Камы, впадающей в Куйбышевское водохранилище. В регионе протекают реки Бетька, Ошняк, Шумбут. 13 % территории района занимает широколиственный лес. В районе растут занесенные в Красную книгу василёк, касатик сибирский, рдест злаковый, лютик длиннолистный, гакелия повислоплодная, дремлик тёмно-красный, лапчатка прямостоячая, венерин башмачок.
К западо-востоку от реки Шумбут расположен охотничий заказник площадью 12,5 тыс. га. Фауна заказника представлена лосями, кабанами, бобрами, лисицами, енотовидными собаками, барсуками и другими животными.

## Социальная сфера
Рыбно-Слободской район известен в России тем, что в селе Алан-Полян вырос поэт Яков Емельянов. В 2003 году на территории района был найден клад в 6000 монет XV века. С 2019-го в селе Большая Елга под руководством архитектора Александра Попова реставрируется мечеть XIX века.
В районе работают 46 школ, действует Рыбно-Слободский профессиональный колледж № 85, районный Дом культуры и 48 сельских клубов. В 1985 году в регионе был открыт краеведческий музей, экспозиция которого посвящена истории края с древнейших времён.
В 2016 году был открыт экопарк диких пятнистых и благородных оленей — маралов, для которых созданы максимально естественные условия обитания. В 2020-м Рыбно-Слободский район стал частью туристского маршрута «1001 удовольствие», в который также входят Камское Устье, Кукмор, Богатые Сабы, Великий Болгар, Елабуга, Мамадыш, Чистополь, Альметьевск и Арск.
Помимо туристических, в районе развивают спортивные проекты. На декабрь 2020 запланировано открытие Ледового дворца площадью 3,1 тысяч м², куда вложено порядка 273 млн рублей, и лыжной базы.